# Effet de Stiles–Crawford
L'effet de Stiles–Crawford est un phénomène optique lié à l'œil décrit en 1933 par les Britanniques W.S. Stiles (1901-1985) et B.H. Crawford (1906-1991). Il est principalement constaté pour la vision photopique et met en évidence une perte de luminosité en bordure du champ de vision. 
On distingue deux types d'effets Stiles-Crawford : un effet concernant les photorécepteurs et un effet concernant les perceptions des lumières monochromatiques.
Dans ce second cas, les couleurs sont altérées en bordure du champ de vision.